# Convenzione delle Nazioni Unite contro la corruzione
La Convenzione delle Nazioni Unite contro la corruzione, CNUC, (United Nations Convention Against Corruption, UNCAC) è l'unico trattato multilaterale internazionale giuridicamente vincolante contro la corruzione. Negoziato dagli Stati membri delle Nazioni Unite (ONU), è stato adottato dall'Assemblea generale delle Nazioni Unite nell'ottobre del 2003 ed è entrato in vigore a dicembre del 2005. Il trattato riconosce l'importanza di misure sia preventive che punitive, indirizza la natura transfrontaliera della corruzione con interventi di cooperazione internazionale e di restituzione dei proventi della corruzione.
L'Ufficio delle Nazioni Unite per il controllo della droga e la prevenzione del crimine (UNODC) a Vienna funge da Segretariato del CNUC. Lo scopo dell'UNCAC è ridurre i vari tipi di corruzione che possono verificarsi tra le frontiere degli stati, come ad esempio il traffico di influenze e l'abuso di potere, così come la corruzione tra privati, l'appropriazione indebita e il riciclaggio di denaro. Un altro scopo del CNUC è quello di rafforzare il rispetto del diritto internazionale e la cooperazione giudiziaria tra i paesi fornendo meccanismi legali efficaci per il recupero patrimoniale internazionale.

## Riferimenti normativi
- Legge 3 agosto 2009, n. 116 - Ratifica ed esecuzione della Convenzione dell'Organizzazione delle Nazioni Unite contro la corruzione, adottata dalla Assemblea generale dell'ONU il 31 ottobre 2003 con risoluzione n. 58/4, firmata dallo Stato italiano il 9 dicembre 2003, nonché norme di adeguamento interno e modifiche al codice penale e al codice di procedura penale. (09G0123)